# Otesánek (fiaba)

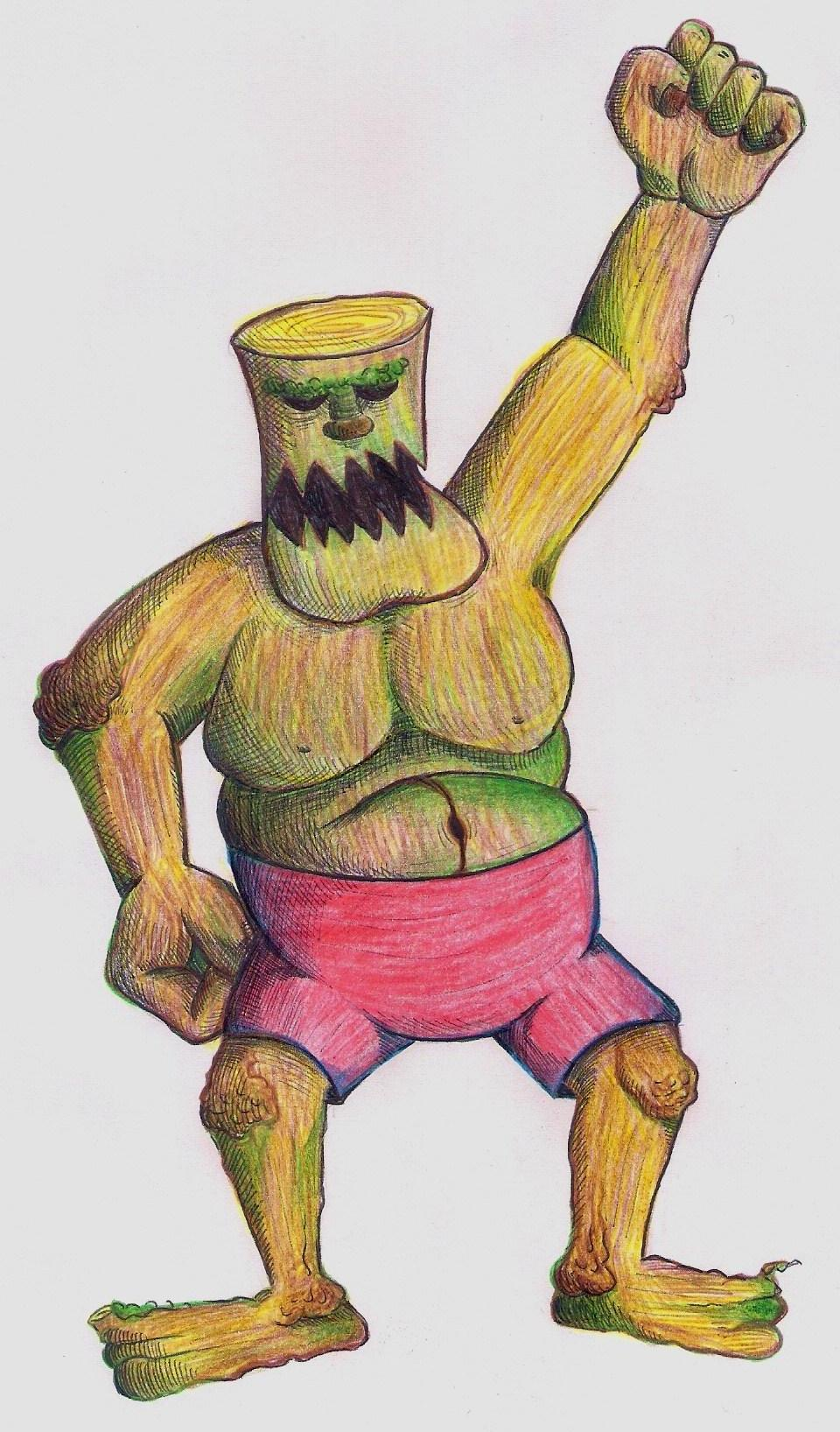
Rappresentazione di Otesánek.

Otesánek è una fiaba ceca ottocentesca scritta da Karel Jaromír Erben che racconta la storia di un temibile e vorace mostro di legno. Nella trama compaiono elementi narrativi che ricordano fiabe più famose quali Le avventure di Pinocchio e Cappuccetto Rosso; tuttavia a differenza di queste ultime in Otesánek le tematiche affrontate risultano atipiche se messe a confronto con le più famose fiabe europee e la stessa morale è ambigua e lascia ampio spazio all'interpretazione soggettiva.

## Trama
La storia inizia con un'anziana coppia di sposi da tempo in attesa di un figlio che però non arriva. Un giorno Il marito trova nel bosco un ceppo di legno con le fattezze di un neonato e decide di portarlo a casa. Per la gioia dei coniugi, il bambino di legno prende vita e chiede di essere nutrito. Inizialmente entusiasti, marito e moglie si ritrovano ben presto a dover fare i conti con l'insaziabile appetito del figlio che continuerà a crescere ed a chiedere cibo fino ad arrivare a divorare i suoi stessi genitori ed altri abitanti del villaggio, ogni volta anticipando il pasto con una filastrocca che di volta in volta elenca i pasti precedenti (trovata narrativa che per analogia ricorda la canzone alla fiera dell'est di  Angelo Branduardi). La fiaba si conclude con la morte di Otesánek per mano di un'anziana contadina che gli squarcia il ventre con una zappa liberando così tutte le vittime del mostro, compresi i genitori.

## Cinema
Nel 2000 uscì nelle sale Otesánek, film diretto da Jan Švankmajer liberamente ispirato alla fiaba di Otesánek.